# Veyrier
Veyrier es una comuna suiza del cantón de Ginebra. Limita al norte con las comunas de Ginebra, Chêne-Bougeries y Thônex, al este con Bossey (FRA-74), Étrembières (FRA-74) y Gaillard (FRA-74), al sur con Troinex, y al oeste con Plan-les-Ouates y Carouge.